# Quinto Concílio de Constantinopla
Quinto Concílio de Constantinopla é o nome dado por alguns autores a uma série de seis concílios patriarcais realizados em Constantinopla entre 1341 e 1351 para para lidar com uma disputa sobre o hesicasmo. Por isto, este concílio também é conhecido como Concílios Hesicastas ou Concílios Palamitas, uma vez que eles discutiram a teologia de Gregório Palamás (Palamismo), disputada por Barlaão de Seminara no primeiro e por outros nos demais cinco. O resultado final é aceito como tendo autoridade ecumênica por algumas denominações da Igreja Ortodoxa, que chamam este concílio de Nono Concílio Ecumênico. Entre os principais seguidores deste ponto de vista estão o metropolita Hierotheos (Vlachos) de Naupacto, Fr. John S. Romanides e Fr. George Metallinos.

## História

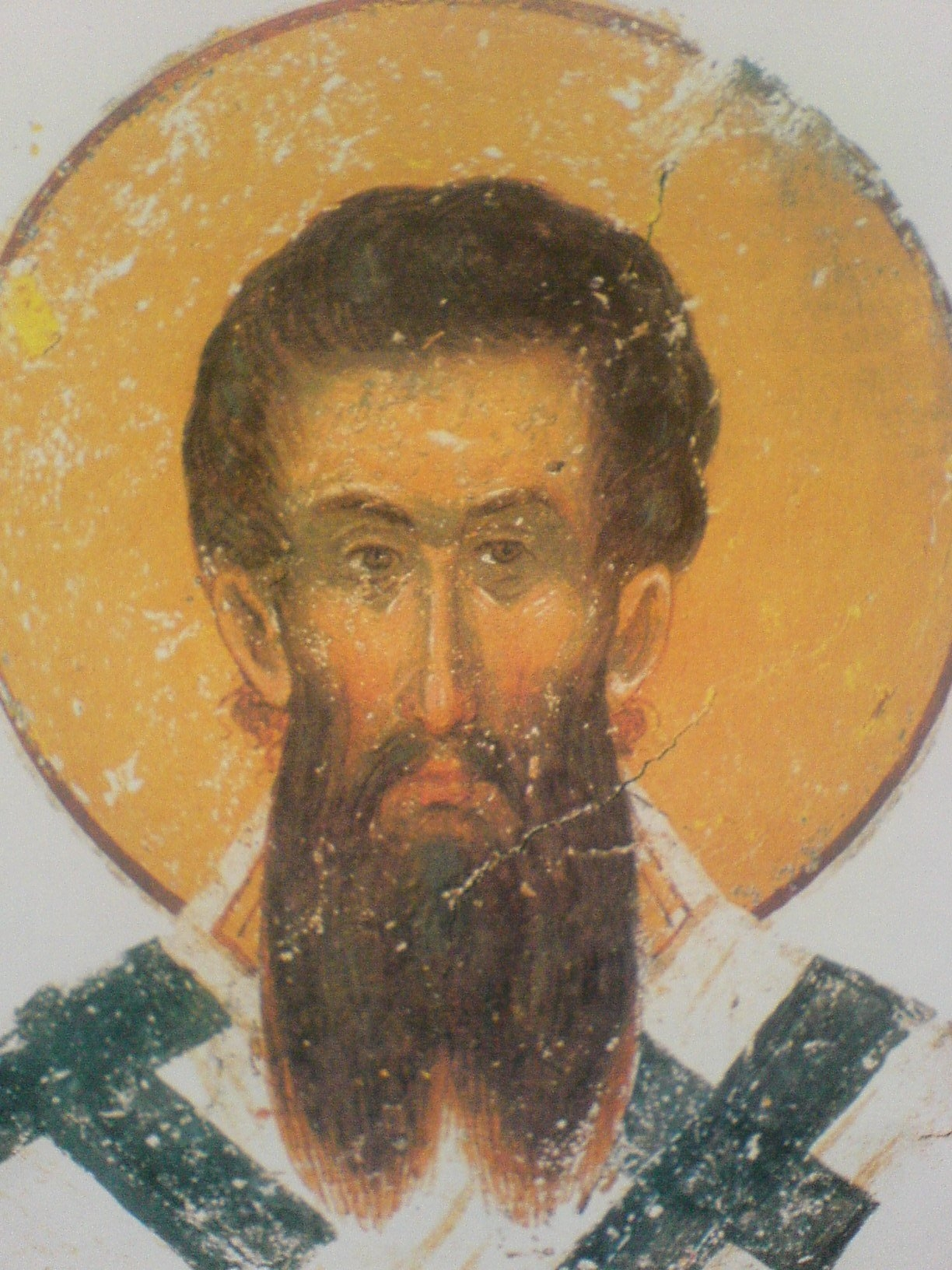
Gregório Palamas.
Afresco.

Com o passar do tempo, ficou claro que a disputa entre Barlaão e Palamás era irreconciliável e iria requerer o julgamento de um concílio episcopal. Uma série de seis concílios patriarcais foram então realizados em Constantinopla (10 de junho de 1341, em agosto de 1341, 4 de novembro de 1344, 1 e 8 de fevereiro de 1347 e 28 de maio de 1351) para considerar estas questões.
No primeiro concílio, em 1341 e presidido pelo imperador bizantino Andrônico III Paleólogo, a assembleia condenou Barlaão, que retirou suas posições.
O principal apoiador dele, o imperador Andrônico, morreu apenas cinco dias após o término do sínodo. Embora Barlãao inicialmente esperasse uma segunda chance de apresentar seu caso contra Palamás, ele logo percebeu a futilidade de perseguir esta causa e deixou o império, indo para Calábria, onde ele se converteu para o Catolicismo Romano e foi alçado à posição de bispo de Gerace
Após a partida de Barlãao, Gregório Acindino se tornou o principal crítico de Palamás. Um segundo concílio foi então realizado em agosto de 1341. Acindino foi condenado e o resultado do concílio anterior foi reafirmado. Acindino e seus seguidores conseguiram uma breve vitória no terceiro concílio, em 1344, que excomungou Palamás e um de seus discípulos, o futuro Patriarca Isidoro I de Constantinopla. Tanto Palamás quanto Isidoro retrataram suas opiniões.  
Em 1347, porém, um poderoso aliado, João VI Cantacuzeno chegou à Constantinopla e forçou seus oponentes a coroá-lo como coimperador. Em fevereiro deste mesmo ano, um quarto sínodo se realizou e depôs o Patriarca, João XIV e excomungou Acindino. Isidoro, excomungado no sínodo anterior, foi então feito Patriarca. No mesmo mês, o partido barlamita realizou um outro sínodo que recusou-se a reconhecer Isidoro e novamente excomungou Palamás. Quando Acindino morreu em 1348, Nicéforo Gregoras se tornou o principal opositor do hesicasmo.
Em maio de 1351, um concílio patriarcal exonerou definitivamente Palamás e condenou seus oponentes . Este sínodo ordenou que os metropolitas de Éfeso e Ganos fossem expulsos da igreja e presos. Todos os que fossem incapazes de se submeter à decisão ortodoxa deveriam ser excomungados e mantidos sob vigilância em casa. Uma série de anátemas foram pronunciados contra Barlaão, Acindino e seus seguidores. E, ao mesmo tempo, uma série de aclamações foram feitas à favor de Gregório Palamás e os aderentes de sua doutrina .
Gregoras se recusou a se submeter e foi aprisionado num mosteiro até que os paleólogos triunfaram em 1354 e depuseram Cantacuzeno.